# Julián Riesco
Julián Riesco Droguett (Santiago, 1816 - Santiago, 28 de julio de 1879) fue un abogado y político chileno, quien se desempeñó como intendente de las provincias de Valparaíso y Colchagua, además de ministro de la Corte de Apelaciones de Santiago.

## Biografía
Fueron sus padres Manuel Riesco de la Vega y de Mercedes Droguett y Ballesteros. Hizo sus estudios de humanidades en el Instituto Nacional. Después cursó estudios de derecho en la Universidad de San Felipe y se tituló como abogado el 12 de agosto de 1839. Tan pronto como se graduó, fue nombrado juez letrado de San Fernando, en el curso de la administración del intendente Domingo Santa María en la provincia de Colchagua.
El 22 de marzo de 1852 fue nombrado ministro de la Corte de Apelaciones de Santiago. Entre 1855 y el 25 de octubre de 1856 se desempeñó como intendente de la provincia de Valparaíso, siendo reemplazado por Manuel Valenzuela Castillo. También fue intendente de Colchagua.
El 20 de noviembre de 1866 fue nombrado ministro propietario del Tribunal Superior de Cuentas, desempeñando este cargo hasta el 1 de abril de 1869. El 2 de marzo de 1867 fue nombrado regente interino del Tribunal Superior de Cuentas, por licencia de Máximo Mujica. Jubilado en su cargo de ministro de la Corte de Apelaciones de Santiago el 23 de octubre de 1869, falleció en su ciudad natal el 28 de julio de 1879.